# Amanda Jenssen
Jenny Amanda Katarina Jenssen (geborene Bengtsson; * 12. September 1988 in Lund) ist eine schwedische Sängerin, die durch die schwedische Version der Castingshow „Idol“ bekannt wurde.

## Biografie
Im Finale der Show am 7. Dezember 2007 unterlag sie mit 48,7 % der Stimmen Marie Picasso. Und trotzdem unterschrieb Amanda am 3. Januar 2008 einen Plattenvertrag, ihre erste Single „Do You Love Me“ erschien am 23. Januar 2008. Die zweite Single „Amarula Tree“ (geschrieben von ihr und Pär Wiksten) wurde am 16. April 2008 veröffentlicht. Ihr Debütalbum „Killing My Darlings“ kam am 7. Mai 2008 heraus – eine Tour für den Sommer wurde angekündigt.
Einige der Songs des Albums wurden von Marit Bergman und Vincent Pontare geschrieben, der Rest jedoch von ihr selbst. Amanda schrieb ihre Songs, ohne in eine bestimmte Richtung zu gehen oder ein bestimmtes Genre einzuschlagen. Ihre musikalischen Einflüsse sind Elvis Presley und ihr eigener Vater. Neben der Verfolgung ihrer eigenen Solokarriere war sie Sängerin der Band „Oh Hollie Neverdays“, mit der Coverband „Amanda and the Papas“ spielte sie Klassiker. Amanda arbeitete auch mit Musikern wie Daniel Miller von der Band „Wild Bleeding Heart“ und Elina Nelson, einer weiteren ehemaligen Teilnehmerin der schwedischen Idol-Show.
Ihren ersten Auftritt in Deutschland hatte Jenssen in der Seifenoper Gute Zeiten, schlechte Zeiten, wo sie im fiktiven Club Mauerwerk neben anderen Interpreten wie Unheilig oder Nena auftrat.
Im November 2012 erschien das dritte Album „Hymns for the Haunted“.
Am 1. Juli 2014 spielte sie im Vorprogramm der Rolling Stones in Stockholm.
Im Herbst 2014 nahm Jenssen an der fünften Staffel von Så mycket bättre (Sing meinen Song – das Tauschkonzert) teil.

## Diskografie
Datum: Erstveröffentlichung in Schweden
Alben
- Killing My Darlings (1. Mai 2008, Epic Records)
- Happyland (28. Oktober 2009, Epic Records)
- Hymns for the Haunted (14. November 2012)
- Sånger från ön (1. Januar 2015)

Singles

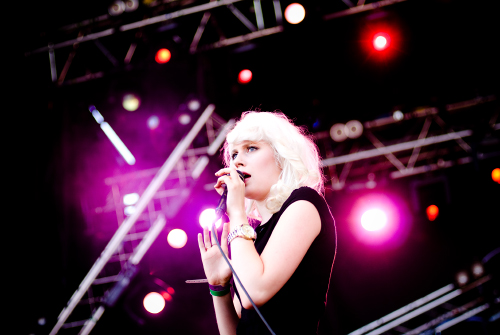
Amanda Jenssen auf dem Helsingborgsfestival 2008

- Look What They’ve Done to My Song (2007)
- Do You Love Me (2008)
- Amarula Tree (2008)
- Greetings from Space (2008)
- Maple Trees (2008)
- Another Christmas (2008)
- Happyland (2009)
- For the Sun (2010)
- Dry My Soul (2012)
- When We Dig for Gold in the USA (2014)
- Calleth You, Cometh I (2014)
- Santa (2024)